# Kaukovainio
Kaukovainio (en finnois : Kaukovainion kaupunginosa) est  un  quartier du district de Kaukovainio de la ville d'Oulu en Finlande.

## Description
Le quartier compte 4 577 habitants (31.12.2018).

## Galerie

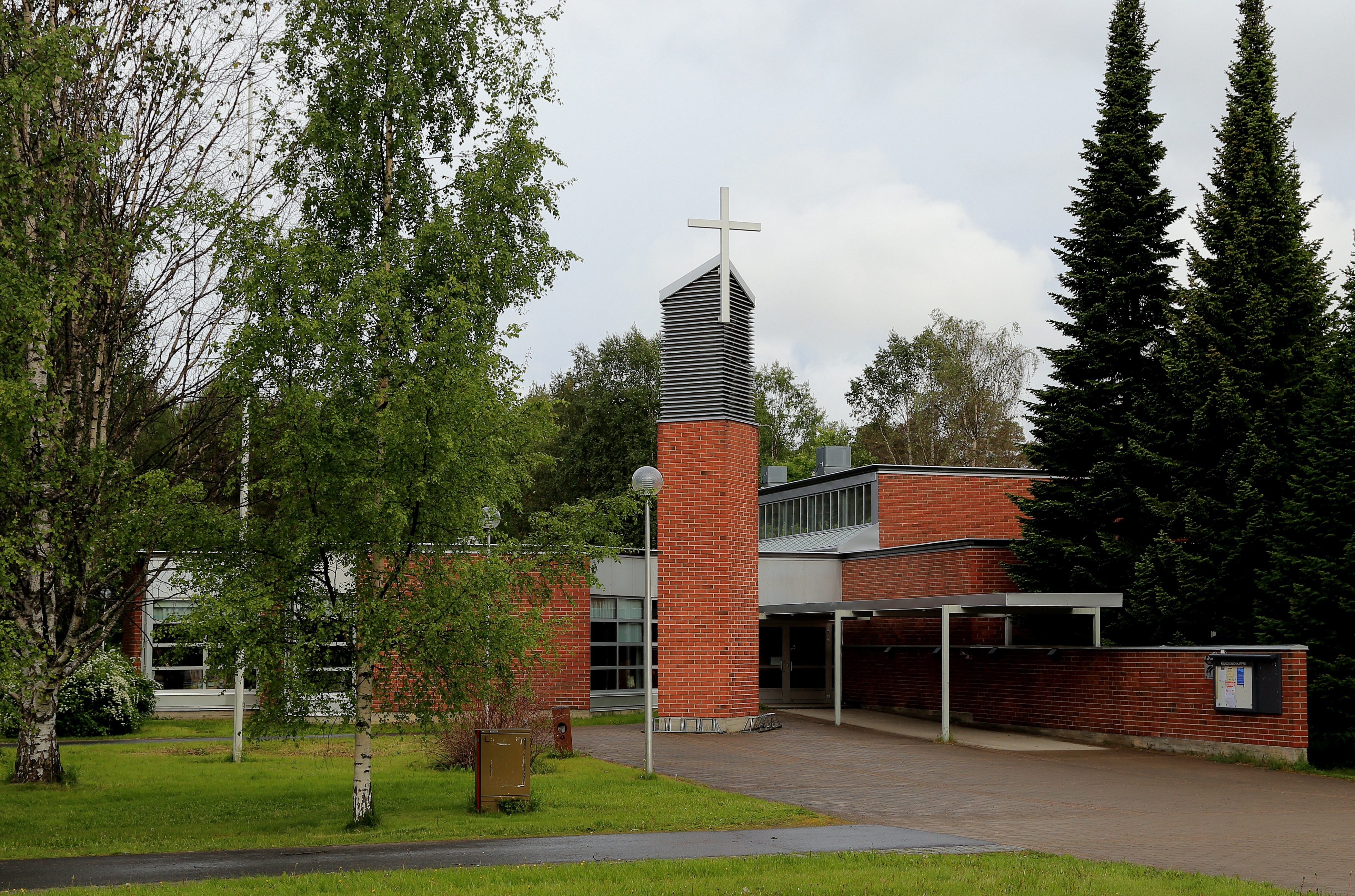
Ancienne chapelle de Kaukovainio.
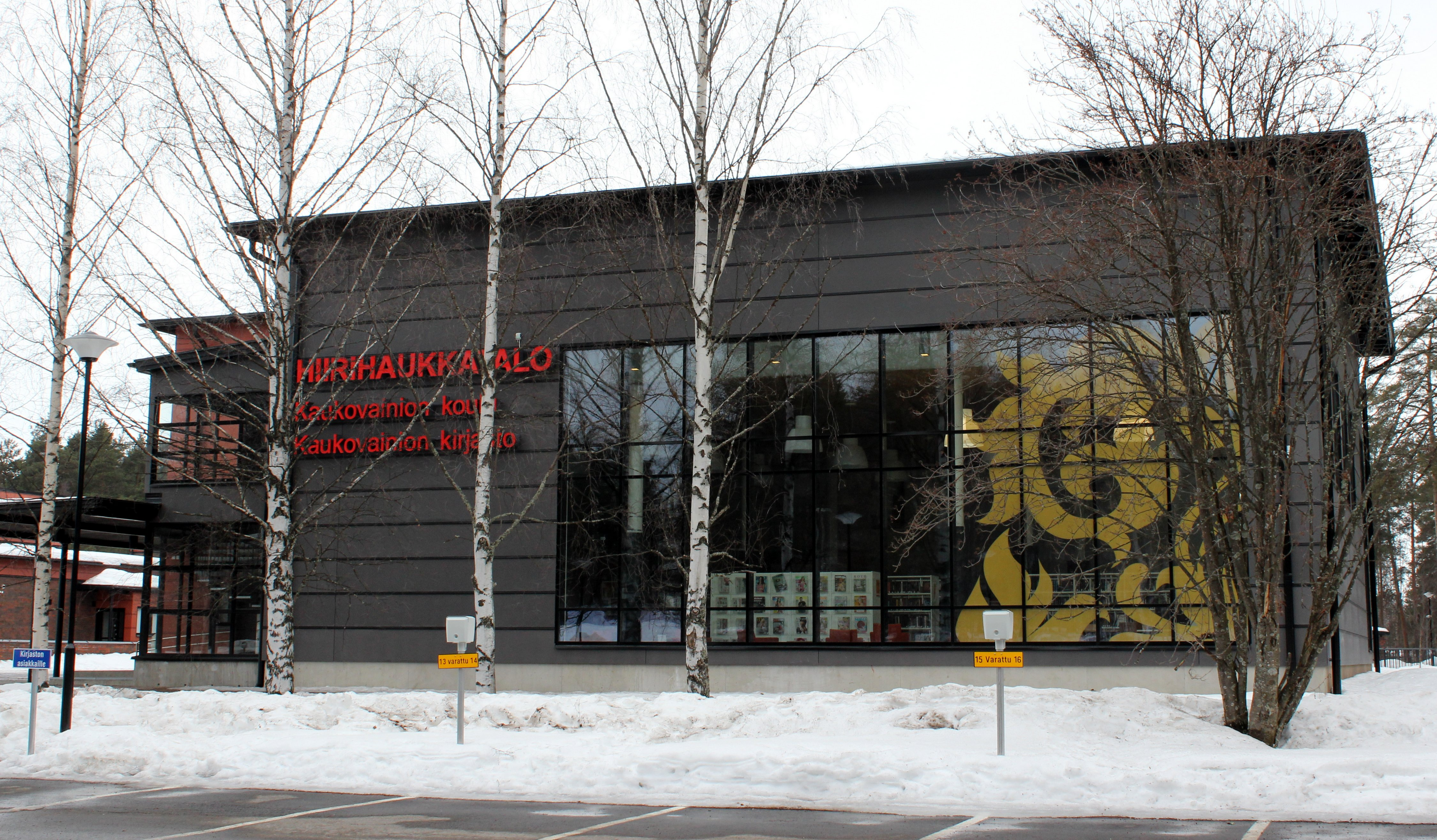
École et bibliothèque de Kaukovainio.
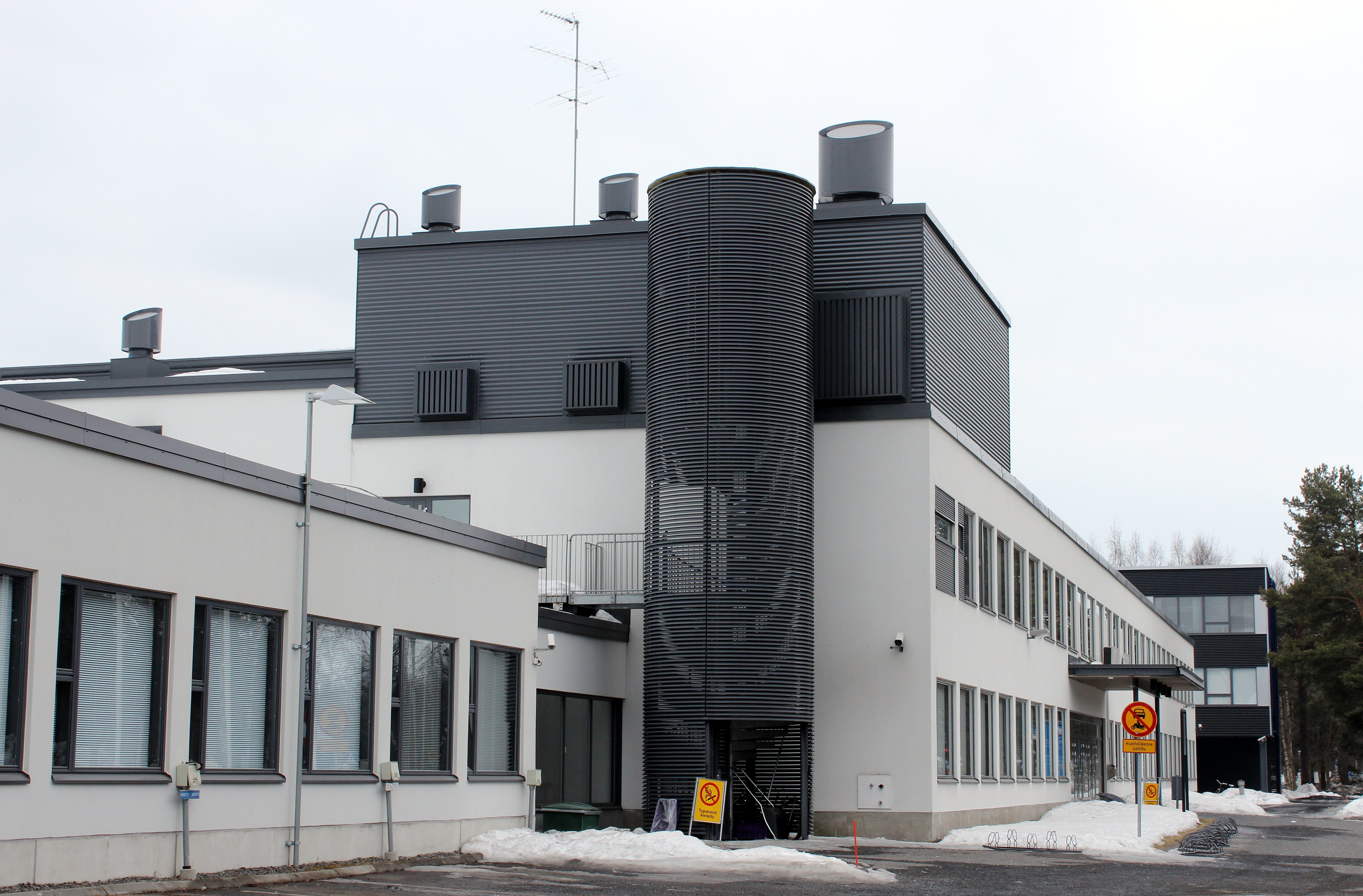
Unité de l'institut de formation professionnelle d'Oulu.